# 奥托·施密特
奥托·尤利耶维奇·施密特（俄语：Отто Юльевич Шмидт；1891年9月30日[旧历9月18日] - 1956年9月7日），是一位苏联科学家、数学家、天文学家、地球物理学家、政治家、院士，苏联英雄及苏联共产党员。

## 传记
他出生于俄罗斯帝国的莫吉廖夫（现在的白俄罗斯），父亲为定居于库尔兰的德国后裔，而母亲则是拉脱维亚人
1913年从基辅大学毕业并与维拉·亚尼茨卡娅（Vera Yanitskaia）结婚。在那里，从1916年始从事无薪大学讲师（privat-docent）工作。1917年十月革命后，他先后在多个人民委员会中任职，如物资和技术供应委员会（Narodnyi Komissariat Prodovolstviya，1918年至1920年）、财政人民委员会（Narodnyi Komissariat Finansov，1921年至1922年）。施密特是苏俄发展高等教育体系、出版和科学的主要支持者之一。
他曾在教育人民委员会和共产主义学院的国家科学委员会工作过。1921年到1924年，施密特受聘为国家出版社（苏联出版社）主任；1924年到1941年任苏联大百科全书总编辑；1923年后先后为莫斯科第二国立大学和莫斯科国立大学教授；1930至1932年，施密特成为北极研究所负责人。
1932年至1939年，他被任命为北方航线商业运作监管机构（Glavsevmorput）的负责人。1939年到1942年，施密特成为苏联科学院副院长，在那里，他筹建了理论地球物理研究所（直至1949年一直由他担任所长）。奥托施密特是莫斯科代数学校的创始人，曾管理该校多年。
40年代中期，施密特对太阳系中地球及其他行星的构造提出了一种新的天体演化假说，直到去世他前，他一直与一群苏联科学家一起继续发展这一理论。
施密特是一名著名的北极探险家。1929年和1930年，他率领探险队乘坐“格奥尔基·谢多夫号”（Georgy Sedov）蒸汽破冰船，在法兰士约瑟夫地群岛建立了首座北极科考站，探索了喀拉海西北区和北地群岛西海岸，并且发现了一些岛屿。
1932年，施密特的探险队乘坐“西比里亚科夫号”（Sibiryakov）蒸汽破冰船与弗拉基米尔·沃罗宁（Vladimir Voronin）船长一起完成了历史上首次从阿尔汉格尔斯克到太平洋不停航、不越冬的远航。
1933年到1934年，还是同弗拉基米尔·沃罗宁船长一起，施密特领导了“切留什金号”（Cheliuskin）蒸汽船沿北海航线的航行。 1937年督导了建立“北极-1”（North Pole-1）浮冰站的空降远征；1938年又负责指挥了科考人员从冰面的撤离。
奥托·施密特是苏联中央执行委员会委员和首届苏联最高苏维埃会议代表。曾被三次授予列宁勋章、三次其他勋章和众多的奖章。喀拉海中的一座岛，楚科奇自治区楚科奇海岸的一座海岬、苏联科学院地球物理研究所以及其他等等都被冠以施密特的名字。

## 遗产

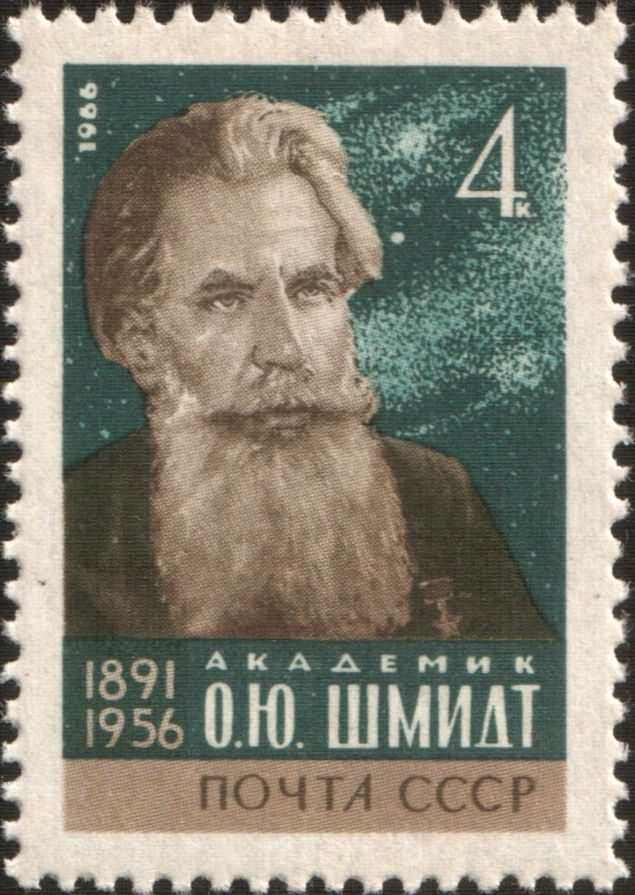
献给奥托·施密特的苏联邮票

一颗小型行星-2108奥托·施密特-苏联女天文学家“普拉格雅·费奥多罗芙娜·沙尼”（Pelageya Fedorovna Shajn）在1948年所发现 - 以他的名字命名。

## 荣誉和奖项
- 苏联英雄
- 列宁勋章，三次
- 劳动红旗勋章，二次
- 红星勋章

## 备注
1. ↑  . 施密特地球物理研究所网站.   [2006-03-24]. （原始内容存档于2006-09-18） （俄语）.
2. ↑  Schmadel, Lutz D.  第五版. 纽约: 施普林格出版社. 2003: 171  [2015-05-03]. ISBN 3-540-00238-3. （原始内容存档于2012-11-14）.